# Zhou Youguang

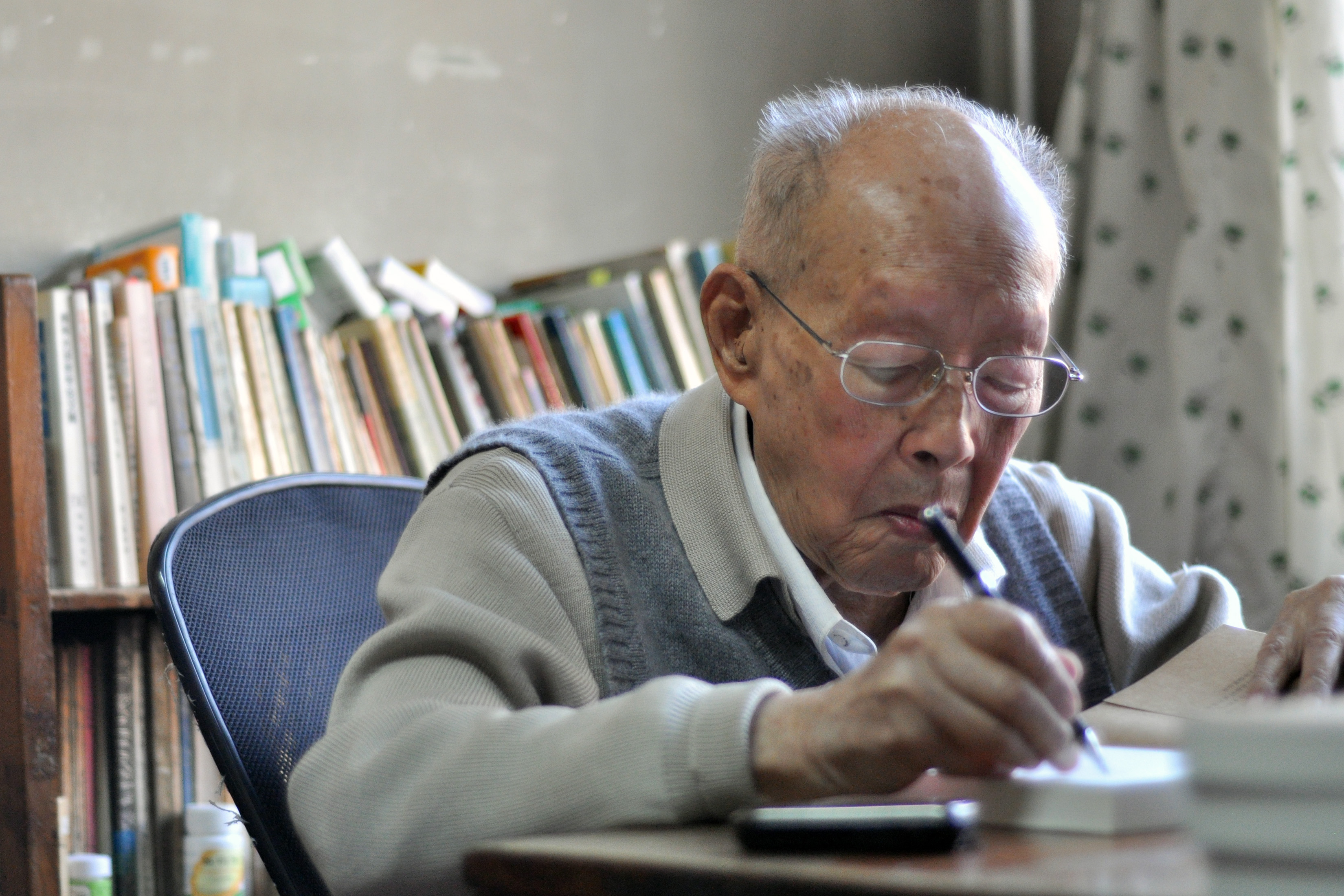
Zhou Youguang w 2012

Zhou Youguang (ur. 13 stycznia 1906 w Changzhou, zm. 14 stycznia 2017 w Pekinie) – chiński językoznawca, z wykształcenia ekonomista, twórca transkrypcji hanyu pinyin.

## Życiorys
W 1923 roku rozpoczął studia na Uniwersytecie św. Jana w Szanghaju, skąd dwa lata później przeniósł się na Uniwersytet Guanghua, który ukończył w 1927 roku. Następnie był wykładowcą akademickim, a w 1946 roku wyjechał do Nowego Jorku, gdzie pracował na Wall Street.
W 1949 roku, po przejęciu władzy przez komunistów, powrócił do Chin. W 1955 roku na prośbę premiera Zhou Enlaia został przewodniczącym Komitetu Reformy Języka, który pod jego kierownictwem opracował transkrypcję hanyu pinyin.
W latach 1969–72, w okresie rewolucji kulturalnej, był zesłany na wieś i poddany reedukacji przez pracę. Nigdy nie wstąpił do Komunistycznej Partii Chin i wielokrotnie ostro krytykował prowadzoną przez nią politykę.
Opublikował ponad 30 prac naukowych. Tłumaczył także prace z innych języków, m.in. był współtłumaczem wydanej w latach 80. XX wieku chińskiej edycji Encyklopedii Britannica. Mimo dożycia sędziwego wieku pozostawał aktywny intelektualnie; ostatnią swoją książkę wydał w 2010 roku. Zmarł 14 stycznia 2017 roku, dzień po swoich 111. urodzinach.

## Życie prywatne
W 1933 roku poślubił Zhang Yunhe, z którą był żonaty do jej śmierci w 2002 roku. Miał z nią córkę, zmarłą w wieku 6 lat, oraz syna.